# Denis Nekrasov
Denis Nekrasov (né le 19 février 1997 à Verkhniaïa Pychma) est un coureur cycliste russe. Il participe à des compétitions sur route et sur piste.

## Palmarès sur piste

### Championnats du monde
- Apeldoorn 2018
  - 20e de la course aux points[1]

### Championnats du monde juniors
- Astana 2015
  -  Médaillé de bronze du scratch

### Championnats d'Europe
- Athènes 2015
  -  Médaillé de bronze de la course aux points juniors

### Championnats de Russie
- 2016
  - 3e de l'américaine
- 2017
  -  Champion de Russie de l'américaine (avec Maksim Piskunov)

## Palmarès sur route

### Par année
- 2015
  - 2e du championnat de Russie sur route juniors

### Classements mondiaux
| Année                                 | 2018  | 2019  | 2020  | 2021 | 2022  |
| ------------------------------------- | ----- | ----- | ----- | ---- | ----- |
| Classement mondial                    | 2921e | 3257e | 1156e | 728e | 1749e |
| UCI Europe Tour                       | 1904e | 1984e | 894e  | 573e | 1146e |
|                                       |       |       |       |      |       |
| Légende : nc = non classéSource : UCI |       |       |       |      |       |